# 鄂州市
鄂州市，旧称鄂城，是中华人民共和国湖北省下辖的地级市，位于湖北省东部、长江南岸。市境西面与武汉市接壤，东南与黄石市毗邻，东北隔长江与黄冈市相望。地处长江南岸滨湖丘陵区，东南部为幕阜山余脉，山峦起伏；中部为江汉平原湖区，有梁子湖、鸭儿湖、红莲湖、三山湖、花马湖、洋澜湖等大小湖泊；西北部是长江冲积平原。全市总面积1,596平方公里，人口107.95万，市人民政府驻鄂城区。鄂州为武汉城市圈成员，鄂东地区重要工业基地，也是古铜镜之乡，“武昌鱼”的原产地，素有“百湖之市”、“鱼米之乡”等称号。

## 历史沿革

### 古代
殷商时期为鄂国。公元前879年（西周夷王七年），楚国君主熊渠讨伐扬越到鄂国，建立鄂王城，将儿子熊红封为鄂王。熊红在熊渠死后继位，仍居住在鄂王城，传位六王到熊咢依然居住在此，鄂王城为楚国国都，也是湖北简称“鄂”的由来。
前221年（秦始皇二十六年），设立鄂县，隶属南郡。前201年（汉高祖六年）时，鄂县隶属江夏郡。221年（魏黄初二年）四月，孙权从公安迁至鄂县，取“以武而昌”之义，把鄂县改名为武昌县，在此处建都，析江夏郡设立武昌郡，武昌县隶属武昌郡。280年（吴天纪四年西晋太康元年）三月，王濬率巴蜀之军攻克武昌县，析武昌县设立鄂县。589年（隋开皇九年），鄂县和西陵县并入武昌县。607年（隋大业三年），析武昌县西境设立城塘县。613年（隋大业九年），城塘县并入武昌县。
1221年（宋嘉定十四年），设立武昌军，武昌县改为寿昌县。公元1277年（元世祖至元14年），武昌军升为散府。1301年（元大德五年），废除散府，武昌县隶属武昌路。

### 民国时期
1913年（民国二年），武昌县改名寿昌县，隶属武汉黄德道。1914年（民国三年），寿昌县改名鄂城县，隶属鄂东道。1938年（民国二十七年）10月23日，鄂城县被日本军队攻占，直到1945年8月15日日本宣布投降。

### 中华人民共和国时期
1949年5月14日，中国人民解放军四野四十三军渡江，鄂城解放。6月，鄂城县人民政府、中共鄂城县委员会成立。鄂城属大冶专区。1952年，大冶专区撤销，鄂城县隶属黄冈专区。1960年，撤销鄂城县，设立鄂城市。1961年，撤销鄂城市，设立鄂城县。1965年，鄂城县划属咸宁地区。1979年，析鄂城县城关镇及附近农村的5个生产大队设立鄂城市，隶属黄冈地区。
1983年，将鄂城市、鄂城县、黄冈县黄州镇合并，成立地级鄂州市，下设鄂城区、黄州区和华容、长港、程潮、梁子湖派出区。1986年，左岭镇划属武汉市洪山区。1987年，黄州区划归黄冈县，撤销华容、长港、程潮、梁子湖派出区，设立鄂城区、华容区、梁子湖区。
1990年，鄂州市设立湖北省葛店经济技术开发区，为正县级机构。1998年，滨湖大厦落成，中国共产党鄂州市委员会、市人民代表大会、市政府、市政治协商会议迁入办公。2006年7月，以樊口工业园区为基础，筹建开发区。2008年11月，经湖北省委、省政府批准，以樊口街道为中心，正式设立鄂州经济开发区，为正县级机构。
由于新冠肺炎事件，2020年1月23日，鄂州市封城。

## 地理
鄂州市位于湖北省东部，长江中游南岸。西边与武汉市相邻，东边与黄石市相邻，北边与黄冈市相邻。面积1594平方公里，其中耕地面积4.01万公顷。地势东南高，西北低，中间低平，最高处是四峰山，海拔485.8米；最低处是梁子湖，海拔11.7米。
鄂州市属亚热带季风气候过渡区，平均气温17℃，无霜期268至272天，平均降水量1200至1500毫米，年日照时数为2038至2083小时。
鄂州市以湖泊众多而闻名，拥有梁子湖、鸭儿湖、三山湖、花马湖、沐鹅湖、红莲湖、洋澜湖等大小湖泊133个，水域面积达4.3万公顷。其中梁子湖是中国重要的自然湿地保护区，是湖北省第二大淡水湖，是正宗武昌鱼的原产地。
| 1981–2010年间鄂州市的平均气象数据 | 1981–2010年间鄂州市的平均气象数据 | 1981–2010年间鄂州市的平均气象数据 | 1981–2010年间鄂州市的平均气象数据 | 1981–2010年间鄂州市的平均气象数据 | 1981–2010年间鄂州市的平均气象数据 | 1981–2010年间鄂州市的平均气象数据 | 1981–2010年间鄂州市的平均气象数据 | 1981–2010年间鄂州市的平均气象数据 | 1981–2010年间鄂州市的平均气象数据 | 1981–2010年间鄂州市的平均气象数据 | 1981–2010年间鄂州市的平均气象数据 | 1981–2010年间鄂州市的平均气象数据 | 1981–2010年间鄂州市的平均气象数据 |
| 月份                              | 1月                               | 2月                               | 3月                               | 4月                               | 5月                               | 6月                               | 7月                               | 8月                               | 9月                               | 10月                              | 11月                              | 12月                              | 全年                              |
| --------------------------------- | --------------------------------- | --------------------------------- | --------------------------------- | --------------------------------- | --------------------------------- | --------------------------------- | --------------------------------- | --------------------------------- | --------------------------------- | --------------------------------- | --------------------------------- | --------------------------------- | --------------------------------- |
| 平均高温 °C（°F）                 | 8.2 (46.8)                        | 10.8 (51.4)                       | 15.1 (59.2)                       | 21.8 (71.2)                       | 27.0 (80.6)                       | 30.0 (86.0)                       | 33.3 (91.9)                       | 32.8 (91.0)                       | 28.7 (83.7)                       | 23.1 (73.6)                       | 16.9 (62.4)                       | 11.0 (51.8)                       | 21.6 (70.8)                       |
| 日均气温 °C（°F）                 | 4.6 (40.3)                        | 7.0 (44.6)                        | 11.1 (52.0)                       | 17.5 (63.5)                       | 22.6 (72.7)                       | 26.0 (78.8)                       | 29.3 (84.7)                       | 28.6 (83.5)                       | 24.5 (76.1)                       | 18.8 (65.8)                       | 12.6 (54.7)                       | 6.9 (44.4)                        | 17.5 (63.4)                       |
| 平均低温 °C（°F）                 | 1.9 (35.4)                        | 4.2 (39.6)                        | 7.9 (46.2)                        | 13.9 (57.0)                       | 19.0 (66.2)                       | 22.7 (72.9)                       | 25.9 (78.6)                       | 25.3 (77.5)                       | 21.2 (70.2)                       | 15.5 (59.9)                       | 9.2 (48.6)                        | 3.8 (38.8)                        | 14.2 (57.6)                       |
| 平均降水量 mm（）                 | 56.5 (2.22)                       | 76.4 (3.01)                       | 106.7 (4.20)                      | 144.1 (5.67)                      | 168.6 (6.64)                      | 228.7 (9.00)                      | 234.7 (9.24)                      | 134.7 (5.30)                      | 72.6 (2.86)                       | 83.0 (3.27)                       | 60.2 (2.37)                       | 35.9 (1.41)                       | 1,402.1 (55.19)                   |
| 平均相對濕度（％）                | 77                                | 77                                | 77                                | 76                                | 76                                | 79                                | 78                                | 77                                | 76                                | 75                                | 75                                | 73                                | 76                                |
| 来源：中国气象数据网              |                                   |                                   |                                   |                                   |                                   |                                   |                                   |                                   |                                   |                                   |                                   |                                   |                                   |

## 政治

### 现任领导
| 机构     | · 中国共产党 · 鄂州市委员会 | 鄂州市人民代表大会 常务委员会 | 鄂州市人民政府    | · 中国人民政治协商会议 · 鄂州市委员会 |
| 职务     | 书记                        | 主任                          | 市长              | 主席                                  |
| -------- | --------------------------- | ----------------------------- | ----------------- | ------------------------------------- |
| 姓名     | 孙兵                        | 孙兵                          | 王玺玮            | 杜文清                                |
| 民族     | 汉族                        | 汉族                          | 汉族              | 汉族                                  |
| 籍贯     | 湖北省随州市                | 湖北省随州市                  | 河北省南皮县      | 湖北省嘉鱼县                          |
| 出生日期 | 1966年12月（58歲）          | 1966年12月（58歲）            | 1981年1月（44歲） | 1967年2月（58歲）                     |
| 就任日期 | 2021年5月                   | 2022年1月                     | 2023年2月         | 2022年8月                             |

### 历任领导
| 市委书记 - 朱邦俊（1983年10月－1986年2月） - 邓庆宗（1986年2月－1990年3月） - 吴华品（1990年3月－1996年8月） - 陈训秋（1996年12月－1998年12月） - 熊同发（1998年12月－2001年1月） - 马荣华（2001年1月－2004年7月） - 徐松南（2004年7月－2006年3月） - 吴永文（2006年3月－2007年6月） - 李德炳（2007年6月－2009年2月） - 范锐平（2009年3月－2011年8月） - 梁惠玲（2011年8月－2013年2月） - 李兵（2013年3月－2018年8月） - 王立（2018年8月－2021年3月） - 孙兵（2021年5月－） | 市长 - 周朗溪（1983年10月－1989年2月） - 黄昌灿（1989年2月－1993年1月） - 李官喜（1993年1月－1996年5月） - 熊同发（1996年5月－1998年11月） - 蒋大国（1998年11月－2000年2月） - 汤涛（2000年2月－2002年11月） - 谢松保（2003年3月－2006年3月） - 范锐平（2006年3月－2009年3月） - 陶宏（2009年3月－2011年4月） - 韩进（2011年4月－2013年2月） - 叶贤林（2013年3月－2016年6月） - 王立（2016年6月－2018年8月） - 刘海军（2018年11月－2020年7月） - 陈平（2021年1月－2023年2月） - 王玺玮（2023年2月－） |

### 行政区划
鄂州市下辖3个市辖区：梁子湖区、华容区、鄂城区，其中鄂城区凤凰街道、古楼街道、西山街道由鄂州市直接管理。鄂州市同时设立2个经济开发区：葛店经济技术开发区、鄂州经济开发区。

## 人口
根据2010年第六次全国人口普查，全市常住人口为1048672人。其中，男性为551443人，占总人口的52.58%；女性为497229人，占总人口的47.42%。总人口性别比（以女性为100）为110.90。0－14岁的人口为161405人，占总人口的15.39%；15－64岁的人口为804830人，占总人口的76.75%；65岁及以上的人口为82437人，占总人口的7.86%。
2018年末，全市常住人口107.77万人，其中城镇人口71.03万人，乡村人口36.74万人。全年出生人口12147人，出生率11.27‰；死亡人口6311人，死亡率5.86‰。人口自然增长率为5.41‰。
根据2020年第七次全国人口普查，全市常住人口为1,079,353人。同第六次全国人口普查的1,048,668人相比，十年共增加了30,685人，增长2.93%，年平均增长率为0.29%。其中，男性人口为561,880人，占总人口的52.06%；女性人口为517,473人，占总人口的47.94%。总人口性别比（以女性为100）为108.58。0－14岁的人口为194,254人，占总人口的18%；15－59岁的人口为685,023人，占总人口的63.47%；60岁及以上的人口为200,076人，占总人口的18.54%，其中65岁及以上的人口为147,084人，占总人口的13.63%。居住在城镇的人口为715,268人，占总人口的66.27%；居住在乡村的人口为364,085人，占总人口的33.73%。
2022年末，全市常住人口107.12万人，其中，城镇71.90万人，乡村35.22万人。城镇化率达到67.1%。

### 民族
全市常住人口中，汉族人口为1,075,022人，占99.6%；各少数民族人口为4,331人，占0.4%。与2010年第六次全国人口普查相比，汉族人口增加27,680人，增长2.64%，占总人口比例下降0.27个百分点；各少数民族人口增加3,005人，增长226.62%，占总人口比例增加0.27个百分点。

## 经济
2019年，鄂州市完成地区生产总值1140.07亿元，增长7.8%。2020年，鄂州市完成地区生产总值1005.23亿元，比2019年下降9.8%。

## 教育
- 鄂州职业大学
- 鄂城钢铁厂职工大学

## 旅游
- 莲花山风景区：国家AAAA级风景区。[20]
- 梁子岛生态旅游度假区：国家AAA级风景区。[20]

## 交通

### 铁路
- 武黄城际铁路

#### 轨道交通
- 武汉地铁11号线葛店段

### 航空
- 鄂州花湖国际机场